# ZEMOS98
ZEMOS98 es una cooperativa de gestión cultural que nació en Sevilla en 1998. Desde su fundación, ha producido contenidos relacionados con educación, comunicación y creación audiovisual, enfocándolos desde la experimentación y los procesos abiertos y colaborativos. Impulsada por Sofía Coca Gamito, Felipe G. Gil, Pedro Jiménez Álvarez y Lucas Tello Pérez, los cuatro pilares de sus actividades y proyectos se basan en la cultura de la participación, el hackeo de las narrativas dominantes, la ciudadanía crítica y el cuidado de los comunes.

## Historia
En 1998, el mismo año del nacimiento del colectivo, tuvo lugar la primera edición del Festival Internacional ZEMOS98 en el municipio sevillano El Viso del Alcor. Este encuentro fue el evento central de ZEMOS98 y trató sobre diferentes aspectos relacionados con la cultura: reflexiones sobre el lenguaje audiovisual, las políticas públicas, la producción cultural, el pensamiento crítico y la investigación social. Pese al éxito de sus convocatorias, el equipo se vio obligado a poner punto final con la 17 edición del festival en 2015, que planteaba un análisis sobre el trabajo y las propuestas de los diferentes movimientos sociales. La causa fue, según sus promotores, la existencia de un modelo de gestión cultural insostenible debido a «las trabas burocráticas, la falta de compromiso y la negligencia política».
ZEMOS98 ha investigado en varios conceptos relacionados con la educación y el desarrollo colaborativo, y ha publicado varios libros sobre estos temas. Fue en 2009 cuando empezaron a utilizar el término “Educación expandida” para referirse al hecho de que «la Educación puede suceder en cualquier momento y en cualquier lugar». En 2012, producto de estas reflexiones, publicaron el libro Educación expandida que evolucionaba «de las propuestas de la Educación no formal, del activismo social y de la investigación en procesos de participación».
En 2015, en la última edición del Festival Internacional ZEMOS98, se diseñó un juego de mesa al que se llamó Commonspoly. El juego fue el resultado de un 'hackcamp' (un encuentro inspirado en los hackatones y los campamentos, en los que se intenta solucionar algún problema utilizando herramientas de participación e innovación) y, aunque tiene una estructura similar a la del Monopoly, es anticapitalista y solo se puede ganar cooperando con el resto de jugadores en lugar de compitiendo con ellos.

## Publicaciones
- 2006 – Creación e inteligencia colectiva: un espacio y un tiempo para la cultura audiovisual. ZEMOS98. Instituto Andaluz de la Juventud. Universidad Internacional de Andalucía. Descarga en PDF. ISBN 978-84-7993-034-9.[14]
- 2006 – La televisión no lo filma. ZEMOS98. Descarga en PDF. ISBN 978-84-7993-038-7.[15]
- 2007 – Panel de control: interruptores críticos para una sociedad vigilada. ZEMOS98. Descarga en PDF. ISBN 978-84-7993-046-2.[16]
- 2009 – Código fuente: la remezcla. ZEMOS98. Descarga en PDF. ISBN 978-84-7993-076-9.[17]
- 2011 – ¿Cómo cultivar un jardín de microbios? ZEMOS98. Descarga en PDF.
- 2011 – La sexualidad de las moscas: «especial 15M». ZEMOS98. Descarga en PDF.
- 2012 – Libro digital de «micro remezcla». ZEMOS98. Centro Andaluz de Arte Contemporáneo. Descarga en PDF.
- 2012 – Educación expandida. ZEMOS98. Descarga en PDF. ISBN 978-84-7993-208-4.[18]
- 2013 – La tragedia del copyright. Editorial Virus. ISBN 978-84-92559-46-6.[19]
- 2014 – Remixing Europe. Migrants, Media, Representation, Imagery. Doc Next Network. Unión Europea. European Cultural Foundation. Descarga en PDF.
- 2017 – Cómo hacer un festival. La aventura de aprender. Ministerio de Educación, Cultura y Deporte. Descarga en PDF.[20]